# Pathovar
Ein Pathovar (von griechisch pathos „Leiden“, „Krankheit“; lateinisch varius „verschieden, vielfältig“) ist ein Bakterienstamm oder eine Gruppe von Stämmen mit denselben Eigenschaften, die innerhalb der Art aufgrund unterschiedlicher Pathogenität voneinander abgegrenzt werden können. 
Pathovare werden als Dritt- oder Viertzusatz zum binomischen Artnamen geführt. Das Bakterium Xanthomonas axonopodis beispielsweise, das Zitronenkrebs verursacht, hat verschiedene Pathovare mit unterschiedlichen Wirtsspezialisierungen: X. axonopodis pv. citri ist eins davon, die Abkürzung „pv.“ bedeutet „Pathovar“.
Auch die virulenten Stämme humanpathogener Erreger besitzen Pathovare, wie zum Beispiel Escherichia coli (EHEC, EPEC).